# Som av is
Som av is är en låt som Roger Pontare ställde upp med i Melodifestivalen 1999. Låten kom på 5:e plats, och utkom även på singel samma år. Roger Pontare var klädd i en vit dräkt och han hade rödfärgat hår. Roger Pontare finns även med i den lista som nyheter 24 gjort med de 10 fulaste outfitsen i melodifestivalen. Både med den dräkten som han hade på sig när han sjöng "Som av Is" och dräkten han hade året efter när han sjöng När vindarna viskar mitt namn 2000.
Låten låg på Svensktoppen i sju veckor under 1999 innan den lämnade listan.

## Fotnoter
1. ↑  Information i Svensk mediedatabas.
2. ↑  ”Poplight - Melodifestivalen”. Arkiverad från originalet den 24 maj 2012. https://archive.is/20120524214328/http://poplight.zitiz.se/melodifestivalen/1999. Läst 24 maj 2012.
3. ↑  De 10 fulaste outfitsen i melodifestivalen
4. ↑  Svensktoppen - 28 maj 1999
5. ↑  Svensktoppen - 5 juni 1999